# Březina (Brno-vidéki járás)
Březina község Csehországban, Brno-vidéki járásban. Březina Habrůvka, Bukovina, Babice nad Svitavou, Křtiny, Hostěnice és Ochoz u Brna településekkel határos. Lakosainak száma 1109 fő (2024. január 1.).

## Népesség
A település lakosságának változását az alábbi diagram mutatja:
| Lakosok száma | 560  | 639  | 672  | 623  | 693  | 593  | 1011 | 1075 | 1088 | 1109 |
|               | 1869 | 1890 | 1921 | 1950 | 1980 | 2001 | 2017 | 2019 | 2022 | 2024 |